# East Freehold
East Freehold és una concentració de població designada pel cens dels Estats Units a l'estat de Nova Jersey. Segons el cens del 2000 tenia 4.936 habitants.

## Demografia
Segons el cens del 2000, East Freehold tenia 4.936 habitants, 1.643 habitatges, i 1.396 famílies. La densitat de població era de 646 habitants/km².
Dels 1.643 habitatges en un 46,6% hi vivien nens de menys de 18 anys, en un 77% hi vivien parelles casades, en un 6% dones solteres, i en un 15% no eren unitats familiars. En el 12,4% dels habitatges hi vivien persones soles el 3,2% de les quals corresponia a persones de 65 anys o més que vivien soles. El nombre mitjà de persones vivint en cada habitatge era de 3 i el nombre mitjà de persones que vivien en cada família era de 3,3.
Per edats la població es repartia de la següent manera: un 29,9% tenia menys de 18 anys, un 5,3% entre 18 i 24, un 32,1% entre 25 i 44, un 25,6% de 45 a 60 i un 7,2% 65 anys o més.
L'edat mediana era de 37 anys. Per cada 100 dones de 18 o més anys hi havia 94,3 homes.
La renda mediana per habitatge era de 93.548 $ i la renda mediana per família de 102.756 $. Els homes tenien una renda mediana de 71.215 $ mentre que les dones 38.060 $. La renda per capita de la població era de 35.119 $. Aproximadament l'1,7% de les famílies i el 2,6% de la població estaven per davall del llindar de pobresa.

## Poblacions més properes
El següent diagrama mostra les poblacions més properes.